# Samuel Darío Maldonado
Samuel Darío Maldonado è un comune del Venezuela situato nello Stato di Táchira.
Il capoluogo del comune è la città di La Tendida.